# Diclidocella bullata
Diclidocella bullata är en kräftdjursart som beskrevs av Bruce 1995. Diclidocella bullata ingår i släktet Diclidocella och familjen klotkräftor. Inga underarter finns listade i Catalogue of Life.